# Jane Alexander
Jane Alexander, geboren als Jane Quigley (Boston, 28 oktober 1939) is een Amerikaans actrice. Zij werd voor haar filmdebuut in The Great White Hope (1970) genomineerd voor een Oscar en opnieuw voor All the President's Men (1976), voor Kramer vs. Kramer (1979) en voor Testament (1983). Haar werden Emmy Awards daadwerkelijk toegekend voor de televisiefilms Playing for Time (1980) en Warm Springs (2005).
Alexanders acteursnaam is een overblijfsel van haar huwelijk met Robert Alexander. Ze trouwde met hem in 1962 en beviel twee jaar later van hun zoon Jace Alexander, die sinds 1994 als regisseur van voornamelijk televisieseries aan de weg timmert. Het huwelijk strandde in 1974 waarop Alexander in 1975 hertrouwde met televisieregisseur Edwin Sherin, maar wel de achternaam aanhield waarmee ze in de credits vermeld stond tijdens de eerste zes jaar van haar acteercarrière.
Alexanders werkzaamheden voor de camera bestaan bijna geheel uit het maken van films. In 2007 verscheen ze tien afleveringen als Dr. May Foster  in de dramaserie Tell Me You Love Me. Daarbuiten was ze sinds (en met inbegrip van) haar acteerdebuut in de politiereeks N.Y.P.D. in 1969 nooit langer dan eenmalig te zien in verschillende televisieseries. Niet dat Alexander televisiewerk schuwt, want in de veertig jaar van 1969 tot 2009 noteerde ze meer televisie- (25+) dan bioscoopfilms (20+) op haar cv.

## Filmografie
*Exclusief 25+ televisiefilms
| - Three Christs (2017) - Mr. Morgan's Last Love (2013) - Dream House (2011) - Terminator Salvation (2009) - The Unborn (2009) - Gigantic (2008) - Feast of Love (2007) - Fur: An Imaginary Portrait of Diane Arbus (2006) - The Ring (2002) - Sunshine State (2002) - The Cider House Rules (1999) - Glory (1989) - Square Dance (1987) | - Sweet Country (1987) - Drug Free Kids: A Parents' Guide (1986) - City Heat (1984) - Testament (1983) - Night Crossing (1981) - Brubaker (1980) - Kramer vs. Kramer (1979) - The Betsy (1978) - All the President's Men (1976) - The New Centurions (1972) - A Gunfight (1971) - The Great White Hope (1970) |

- Biblioteca Nacional de España: XX1398851
- Bibliothèque nationale de France: cb138906594 (data)
- Gemeinsame Normdatei: 171947924
- International Standard Name Identifier: 0000 0001 0800 408X
- Library of Congress Control Number: n82062281
- National Archives and Records Administration: 10569282
- Nationale Bibliotheek van Tsjechië: xx0042290
- Nationale Bibliotheek van Israël: 987007426533105171
- Nationale Bibliotheek van Polen: a0000001728686
- Nederlandse Thesaurus van Auteursnamen: 073565962
- Système universitaire de documentation: 110844017
- Virtual International Authority File: 85566967
- WorldCat: E39PBJc7VFx7DYcGRMDVTd6Myd